# Jonne Kramer
Jonne Kramer (Amsterdam, 15 november 1995) is een Nederlandse kinderboekenschrijfster.
Na de Geert Grooteschool en het Sint Ignatiusgymnasium in Amsterdam studeerde zij vanaf 2014 Linguistics & Creative Writing aan de Universiteit van Westminster in Londen. In 2017 keerde ze terug naar Amsterdam waar zij in 2020 begon aan de studie Nederlands als tweede taal en meertaligheid aan de Universiteit van Amsterdam.
Na haar studie werkte Kramer in Amsterdam als publiciteitsmedewerker bij een uitgever, was singer-songwriter en was in 2020 onderwijsadviseur Meertaligheid in Amsterdam. Vanaf 2019 gaf ze workshops taal- en verhaallessen en werkt sinds 2020 als NT2-docent aan de Language School. Vanaf juni 2022 werkt Kramer als adviseur bij het Onderwijsloket].

## Jeugdboeken
Al in haar gymnasiumtijd was Jonne Kramer betrokken bij de schoolkrant en schooltoneel. Haar debuutroman Het raadsel van de zee uit 2019 schreef ze naar aanleiding van haar eigen botenangst. In het boek gaat visserszoon Ravian op zoek naar zijn verdwenen vader. Het boek werd in 2019 genomineerd voor de Hotze de Roosprijs voor debuterende schrijvers. Het boek kreeg van het Nederlands Letterenfonds subsidie voor een Engelse vertaling.
In de zomer van 2020 verscheen Dop. Nadat hoofdpersoon Dop als molenaarsknecht is begonnen, worden de dorpelingen een voor een ziek. Als Dop vervolgens wordt beschuldigd van het vergiftigen van het meel, volgt een zoektocht om haar onschuld te bewijzen.
In haar in 2021 verschenen Waya en de wolf ontdekt Waya een familiegeheim. Met zijn wolf Tikaani maakt hij een lange tocht en tracht hij de familie weer bij elkaar te brengen.